# Enrico III di Meclemburgo-Schwerin
Enrico III di Meclemburgo-Schwerin (1337 – Schwerin, 24 aprile 1383) fu duca di Meclemburgo dal 1379 fino alla propria morte.

## Biografia
Enrico era il figlio maggiore di Alberto II di Meclemburgo e della moglie Eufemia di Svezia e Norvegia.
Enrico sposò Ingeborg, figlia di Valdemaro IV di Danimarca. Il matrimonio fu progettato per far sì che il figlio potesse ereditare un giorno la corona danese. Il piano però fallì a causa dell'opposizione della sorella di Ingeborg, Margherita.
Enrico morì in un incidente durante un torneo a Wismar. Venne sepolto nella cattedrale di Doberan. Gli succedettero il fratello Magnus I e il figlio Alberto IV.

## Matrimoni ed eredi
Enrico si sposò due volte. La prima volta, nel 1362, con Ingeborg di Danimarca (1347-1370), dalla quale ebbe quattro figli:
- Alberto IV (1363-1388);
- Eufemia (?-1400);
- Maria (1363-1402), sposò Vratislao VII di Pomerania, fu madre di Eric di Pomerania;
- Ingeborg (1368-28 settembre 1408).

Nel 1377 sposò in seconde nozze Matilde di Werle-Waren, figlia di Bernardo II di Werle. Da questo matrimonio non nacquero figli.

## Ascendenza
|                                    |                      |                        | Genitori                    |  |  | Nonni |  |  | Bisnonni                |  |  | Trisnonni                 |  |
|                                    |                      |                        |                             |  |  |       |  |  | Enrico I di Meclemburgo |  |  | Giovanni I di Meclemburgo |  |
|                                    |                      |                        |                             |  |  |       |  |  | Enrico I di Meclemburgo |  |  | Giovanni I di Meclemburgo |  |
|                                    |                      | Liutgarda di Henneberg |                             |  |  |       |  |  | Enrico I di Meclemburgo |  |  |                           |  |
| Enrico II di Meclemburgo           |                      |                        |                             |  |  |       |  |  | Enrico I di Meclemburgo |  |  |                           |  |
|                                    |                      | Anastasia di Pomerania | Barnim I di Pomerania       |  |  |       |  |  |                         |  |  |                           |  |
|                                    |                      | Anastasia di Pomerania | Barnim I di Pomerania       |  |  |       |  |  |                         |  |  |                           |  |
|                                    |                      | Anastasia di Pomerania | Marianna                    |  |  |       |  |  |                         |  |  |                           |  |
| Alberto II di Meclemburgo          |                      | Anastasia di Pomerania |                             |  |  |       |  |  |                         |  |  |                           |  |
|                                    |                      | Alberto II di Sassonia | Alberto I di Sassonia       |  |  |       |  |  |                         |  |  |                           |  |
|                                    |                      | Alberto II di Sassonia | Alberto I di Sassonia       |  |  |       |  |  |                         |  |  |                           |  |
|                                    |                      | Alberto II di Sassonia | Elena di Brunswick-Lüneburg |  |  |       |  |  |                         |  |  |                           |  |
| Anna di Sassonia-Wittenberg        |                      | Alberto II di Sassonia |                             |  |  |       |  |  |                         |  |  |                           |  |
|                                    |                      | Agnese d'Asburgo       | Rodolfo I d'Asburgo         |  |  |       |  |  |                         |  |  |                           |  |
|                                    |                      | Agnese d'Asburgo       | Rodolfo I d'Asburgo         |  |  |       |  |  |                         |  |  |                           |  |
|                                    |                      | Agnese d'Asburgo       | Gertrude di Hohenberg       |  |  |       |  |  |                         |  |  |                           |  |
| Enrico III di Meclemburgo-Schwerin |                      | Agnese d'Asburgo       |                             |  |  |       |  |  |                         |  |  |                           |  |
|                                    | Magnus III di Svezia | Birger Magnusson       |                             |  |  |       |  |  |                         |  |  |                           |  |
|                                    | Magnus III di Svezia | Birger Magnusson       |                             |  |  |       |  |  |                         |  |  |                           |  |
|                                    | Magnus III di Svezia | Ingeborg Eriksdotter   |                             |  |  |       |  |  |                         |  |  |                           |  |
| Erik Magnusson                     | Magnus III di Svezia |                        |                             |  |  |       |  |  |                         |  |  |                           |  |
|                                    |                      | Helvig di Holstein     | Gerhard I di Holstein       |  |  |       |  |  |                         |  |  |                           |  |
|                                    |                      | Helvig di Holstein     | Gerhard I di Holstein       |  |  |       |  |  |                         |  |  |                           |  |
|                                    |                      | Helvig di Holstein     | …                           |  |  |       |  |  |                         |  |  |                           |  |
| Eufemia di Svezia                  |                      | Helvig di Holstein     |                             |  |  |       |  |  |                         |  |  |                           |  |
|                                    |                      | Haakon V di Norvegia   | Magnus IV di Norvegia       |  |  |       |  |  |                         |  |  |                           |  |
|                                    |                      | Haakon V di Norvegia   | Magnus IV di Norvegia       |  |  |       |  |  |                         |  |  |                           |  |
|                                    |                      | Haakon V di Norvegia   | Ingeborg di Danimarca       |  |  |       |  |  |                         |  |  |                           |  |
| Ingeborg di Norvegia               |                      | Haakon V di Norvegia   |                             |  |  |       |  |  |                         |  |  |                           |  |
|                                    |                      | …                      | …                           |  |  |       |  |  |                         |  |  |                           |  |
|                                    |                      | …                      | …                           |  |  |       |  |  |                         |  |  |                           |  |
|                                    |                      | …                      | …                           |  |  |       |  |  |                         |  |  |                           |  |
|                                    |                      | …                      |                             |  |  |       |  |  |                         |  |  |                           |  |